# Nouveau royaume de Léon
Le nouveau royaume de Léon (en espagnol Nuevo Reino de León) était une province de la vice-royauté de la Nouvelle-Espagne, créée en 1565. Son emplacement correspond à l'actuel État du Nuevo León.
À partir de 1776, la Nouvelle-Navarre fit partie du commandement général des Provinces internes (Comandancia general de las Provincias Internas). Cette nouvelle division territoriale prévoyait un commandement unifié des provinces septentrionales de la Nouvelle-Espagne afin d'améliorer leur défense et de promouvoir leur développement. La ville de Monterrey fut la capitale de cette circonscription.